# St. Rose (Louisiana)
St. Rose és una població dels Estats Units a l'estat de Louisiana. Segons el cens del 2000 tenia 6.540 habitants.

## Demografia
Segons el cens del 2000, St. Rose tenia 6.540 habitants, 2.286 habitatges, i 1.748 famílies. La densitat de població era de 625 habitants/km².
Dels 2.286 habitatges en un 43,2% hi vivien nens de menys de 18 anys, en un 50,3% hi vivien parelles casades, en un 21,5% dones solteres, i en un 23,5% no eren unitats familiars. En el 18,9% dels habitatges hi vivien persones soles el 4,5% de les quals corresponia a persones de 65 anys o més que vivien soles. El nombre mitjà de persones vivint en cada habitatge era de 2,86 i el nombre mitjà de persones que vivien en cada família era de 3,27.
Per edats la població es repartia de la següent manera: un 30,5% tenia menys de 18 anys, un 8,9% entre 18 i 24, un 34,3% entre 25 i 44, un 18,8% de 45 a 60 i un 7,5% 65 anys o més.
L'edat mediana era de 32 anys. Per cada 100 dones de 18 o més anys hi havia 87,4 homes.
La renda mediana per habitatge era de 34.704 $ i la renda mediana per família de 37.772 $. Els homes tenien una renda mediana de 30.972 $ mentre que les dones 21.418 $. La renda per capita de la població era de 14.091 $. Entorn del 9,1% de les famílies i el 12,4% de la població estaven per davall del llindar de pobresa.

## Poblacions més properes
El següent diagrama mostra les poblacions més properes.